# Dexmetilfenidato
Dexmetilfenidato, também conhecido pelo nome comercial Focalin, entre outros, é um fármaco usado para tratar o transtorno de déficit de atenção e hiperatividade (TDAH). Caso nenhum benefício terapêutico seja observado após quatro semanas do início do tratamento, é possível que o médico interrompa seu uso. É ingerido por via oral. Sua formulação em comprimidos de liberação imediata possui efeito estimado em até cinco horas, enquanto na formulação de liberação prolongada estes podem se estender por até doze horas.
Os efeitos colaterais comuns incluem dor abdominal, perda de apetite e febre. Os efeitos colaterais graves podem incluir adicção, psicose, parada cardíaca, mania, anafilaxia, convulsões e priaprismo. A segurança do uso de dexmetilfenidato durante a gravidez e amamentação não é clara. O dexmetilfenidato é um estimulante do sistema nervoso central (SNC). É o enantiômero mais ativo do metilfenidato.
O dexmetilfenidato foi aprovado para uso médico nos Estados Unidos em 2001. Também está disponível em forma de medicamento genérico. Em 2017, foi o 189º medicamento mais prescrito nos Estados Unidos, com mais de três milhões de receitas. Também está disponível na Suíça.
Não é comercializado no Brasil nem em Portugal.

## Usos médicos
O dexmetilfenidato é usado como tratamento para o TDAH, geralmente em conjunto com tratamentos psicológicos, educacionais e comportamentais. Estima-se que os estimulantes amenizem os sintomas do TDAH, tornando mais fácil para o paciente se concentrar, evitar distrações e controlar impulsos comportamentais. Ensaios clínicos controlados demonstraram que o dexmetilfenidato administrado uma vez ao dia, em forma de liberação prolongada, foi eficaz e bem tolerado comparado a placebo.
As melhorias nos sintomas de TDAH em crianças foram significativamente maiores o dexmetilfenidato comparado a placebo. Ele também mostrou maior eficácia do que o Concerta, que se trata do metilfenidato em forma farmacêutica de sistema de liberação osmótica de liberação controlada (OROS). No entanto, a maior eficácia somente foi observada durante a primeira metade do dia, de modo que as avaliações ao final do dia favoreceram o metilfenidato na forma OROS.

## Contraindicações
Nos Estados Unidos, a Food and Drug Administration (FDA) classifica o dexmetilfenidato na categoria C para pessoas grávidas, de modo que estas são aconselhadas a usar o medicamento apenas se os benefícios superem os riscos potenciais. Ainda não foram realizados estudos suficientes em humanos para demonstrar com precisão os efeitos do dexmetilfenidato no desenvolvimento do feto. Em 2018, um artigo científico concluiu que não foi encontrado efeito teratogênico em ratos e coelhos, e disse que o dexmetilfenidato, como o metilfenidato, "não é um importante teratógeno humano",

## Efeitos colaterais
Os medicamentos que contêm dexmetilfenidato têm um perfil de efeitos colaterais comparável aos que contêm metilfenidato. Os mais comuns são perda de apetite, náusea, ansiedade e insônia. Fumantes com TDAH que fazem uso do dexmetilfenidato podem aumentar sua dependência de nicotina e frequência do fumo ao começarem a usar metilfenidato, com elevação da fissura por nicotina e um aumento médio de 1,3 cigarros por dia.

## Mecanismo de ação
O dexmetilfenidato é um inibidor da recaptação de catecolaminas que aumenta indiretamente a neurotransmissão catecolaminérgica ao inibir o transportador de dopamina (DAT) e o transportador de norepinefrina (NET), que são responsáveis pelo fluxo de catecolaminas na sinapse, particularmente na região do estriado e sistema límbico. Além disso, evidências sugerem que o dexmetilfenidato aumenta a liberação dessas monoaminas.
Embora existam quatro estereoisômeros de metilfenidato (MPH), apenas os diastereoisômeros são usados na prática clínica moderna. O dexmetilfenidato (D-treo-metilfenidato) é uma preparação do enantiômero RR do metilfenidato. Estima-se que o dexmetilfenidato possua duas vezes a força em relação ao metilfenidato, seu produto racêmico.

### Perfil de ligação
| Fármaco | DAT (Ki) | DA (IC50) | NET (Ki) | NE (IC50 ) |
| ------- | -------- | --------- | -------- | ---------- |
| D-TMP   | 161      | 23        | 206      | 39         |
| L-TMP   | 2250     | 1600      | > 10K    | 980        |
| DL-TMP  | 121      | 20        | 788      | 51         |

## Farmacologia
O dexmetilfenidato tem efeito estimado de 4 a 6 horas. Já em sua formulação de ação prolongada, pode se estender por 12 horas. Foi demonstrado ser um medicamento eficaz em reduzir os sintomas de TDAH em crianças e adultos.  O dexmetilfenidato tem um perfil de efeitos colaterais semelhante ao metilfenidato. Pode ser administrado acompanhado ou não da ingestão de alimentos.